# サボテンの花〜grown up〜
『サボテンの花〜grown up〜』（サボテンのはな グロウン・アップ）は、財津和夫の3枚目のセルフカバー・アルバム。2004年9月1日発売。発売元はビクターエンタテインメント。

## 解説
『Z氏の悪い趣味』（1987年）『CALL』（1992年）に続く、12年ぶりのセルフカバー・アルバム。セルフカバー・アルバムでは初の試みとなるライブ・ヴァージョンを3曲収録。

## 収録曲
全曲作詞・作曲・編曲：財津和夫（特記以外）
1. Wake Up （4:31）
  - 1979年、自身のシングル曲。
2. 娘が嫁ぐ朝 （4:17）
  - 1976年、チューリップ時代の曲。
3. 君でなければ （4:42）
  - 編曲：清水俊也
  - 2004年、RAG FAIRへの提供曲。
4. 生きるといふこと （3:43）
  - 1975年、チューリップ時代の曲。
5. 恋人への手紙 （4:16）
  - 1977年、チューリップ時代の曲。
6. サボテンの花 （5:01）
  - 1975年、チューリップ時代の曲。
7. バイバイもうさよならさ （2:21）
  - 1972年、チューリップ時代の曲。
8. 届かぬ夢 （2:26）
  - 編曲：清水俊也
  - 1975年、チューリップ時代の曲。
9. 切手のないおくりもの （2:31）
  - 1977年、ペギー葉山への提供曲。
10. 会いたい （4:18）
  - 作詞：沢ちひろ／編曲：清水俊也
  - 1990年、沢田知可子への提供曲。
11. 心の旅 （3:51）
  - 1973年、チューリップ時代の曲。
12. 恋と愛の間 （3:59）
  - 1980年、自身のアルバム曲。
  - ライブ・バージョン
13. サボテンの花 （4:30）
  - 1975年、チューリップ時代の曲。
  - ライブ・バージョン
14. 青春の影 （4:15）
  - 1974年、チューリップ時代の曲。
  - ライブ・バージョン